# Affaire Narumi Kurosaki
Le texte peut changer fréquemment, n’est peut-être pas à jour et peut manquer de recul. 
Le titre et la description de l'acte concerné reposent sur la qualification juridique retenue lors de la rédaction de l'article et peuvent évoluer en même temps que celle-ci.
L’affaire Narumi Kurosaki — ou affaire Narumi — est une affaire criminelle française liée à la disparition et au meurtre d'une étudiante japonaise, Narumi Kurosaki, survenus dans la ville de Besançon (Doubs) en décembre 2016. Son ex-petit ami, le Chilien Nicolás Zepeda Contreras, qu'elle avait rencontré au Japon et dont elle s'était séparée deux mois auparavant, est rapidement considéré comme le principal suspect par les enquêteurs. Malgré l'« accumulation de preuves » contre lui, il ne reconnaît aucune culpabilité. Il est condamné le 22 avril 2022 à vingt-huit ans de réclusion pour assassinat par la cour d'assises du Doubs. Son procès en appel dont le verdict est annoncé le  21 décembre 2023 confirme la peine mais ses avocats annoncent un pourvoi en cassation.
L'affaire a un retentissement international, le processus judiciaire impliquant les autorités de pays de trois continents, à savoir la France (Europe) où se sont déroulés les faits, le Japon (Asie), pays d'origine de la victime et le Chili (Amérique du Sud), pays d'origine de son présumé assassin et dont il a été extradé à la demande de la justice française en 2020.

## Contexte
Narumi Kurosaki (黒崎 愛海, Kurosaki Narumi) est née le 23 juillet 1995 à Tokyo où elle grandit dans une famille de trois enfants, avec ses deux jeunes sœurs Honami et Kurumi. De 2011 à 2014, elle est élève au Lycée métropolitain Kokusai (ja) (Tokyotoritu-kokusai-kotogakkou) à Tokyo. Narumi Kurosaki a 21 ans lorsqu'elle arrive en France, le 26 août 2016, pour étudier à l'université de Franche-Comté située à Besançon. Elle y suit des cours de français au sein du Centre de linguistique appliquée avant de débuter un semestre en licence d'économie à partir du mois de janvier. Narumi Kurosaki occupe une chambre d'étudiant au premier étage de la résidence universitaire Théodore Rousseau située sur le campus de la Bouloie.

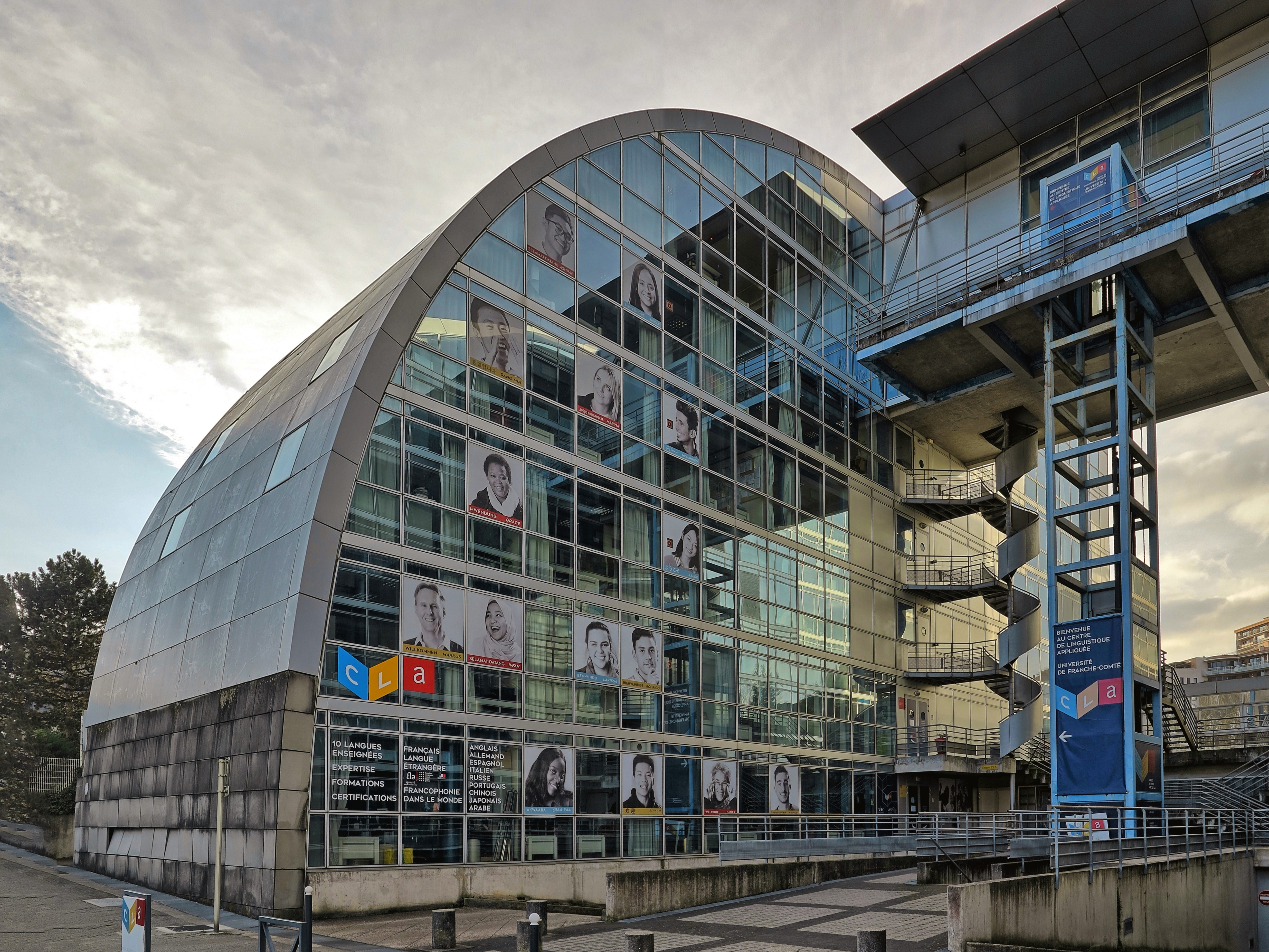
Le Centre de linguistique appliquée de Besançon.

Nicolás Zepeda Contreras est né le 11 décembre 1990 à Santiago. Il est issu d'une riche famille chilienne de trois enfants. Son père, Humberto Zepeda, est l'un des hauts dirigeants de l'opérateur de téléphonie mobile Movistar. Sa mère, Ana Luz Contreras, est la secrétaire du sénateur Francisco Huenchumilla et travaille pour le service des ressources humaines de la municipalité de La Serena. Nicolas grandit avec ses sœurs jumelles Belén et Josefa à Temuco, dans le sud du pays, scolarisé au Colegio Centenario jusqu'en 2008 et l'obtention de son diplôme d'études secondaires. Il étudie ensuite les sciences de gestion à l'Université du Chili.
En 2014, Nicolás Zepeda Contreras part au Japon pour poursuivre ses études. Il rencontre Narumi Kurosaki durant le mois d'octobre, sur le campus de l'université de Tsukuba. Ils entament une relation amoureuse en février 2015 et la Japonaise se rend au Chili du 6 septembre au 1er octobre 2015, où Nicolás Zepeda Contreras la présente officiellement comme sa compagne auprès de sa famille. Nicolás Zepeda Contreras quitte le Japon en 2015 à la fin de l'année universitaire mais y retourne dès le 12 avril 2016 pour y chercher un emploi, avant de rentrer de nouveau au Chili le 9 octobre 2016 du fait de ses recherches infructueuses.
Narumi Kurosaki met fin à leur relation peu après son arrivée en France, officiellement le 6 octobre 2016 selon les propres déclarations de Nicolas Zepeda Contreras. À Besançon, Narumi Kurosaki fait de nouvelles rencontres dont, début septembre, celle d'Arthur Del Piccolo, étudiant à l'École nationale supérieure de mécanique et des microtechniques. Celui-ci maitrise la langue japonaise pour avoir étudié également à l'université de Tsukuba et fréquente les étudiants venus du Japon. Il devient par la suite le nouveau petit ami de Narumi Kurosaki.

## Déroulement des faits

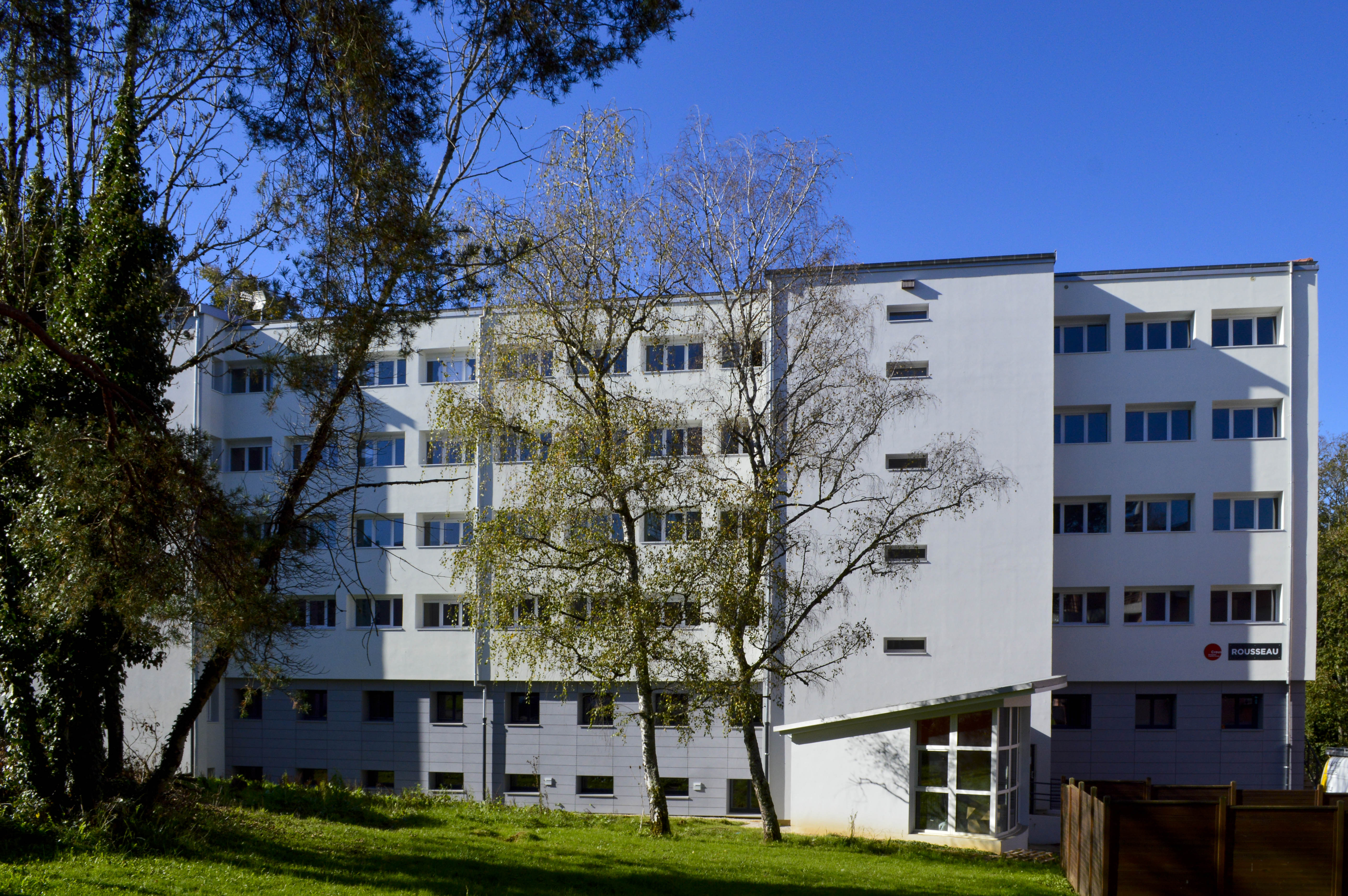
La résidence universitaire Rousseau, sur le campus de la Bouloie.

Le dimanche 4 décembre 2016, Narumi Kurosaki se rend comme d'habitude à son cours de danse, qu'elle quitte aux alentours de 16 heures. Dans la nuit du dimanche 4 au lundi 5 décembre, aux alentours de 3 h 20 du matin, une quinzaine d'étudiants de la résidence où loge Narumi sont réveillés par des cris déchirants suivis de bruits sourds. Rachel Hope, une étudiante britannique, écrit alors un message à une amie : « J’ai peur, j’ai entendu un bruit comme si quelqu’un était en train de se faire assassiner ». Un autre étudiant, Nabil Drissi, sort dans le couloir pour vérifier ce qui se passe mais ne parvient pas à localiser la chambre d'où proviennent les cris. Le lendemain, ses camarades s'inquiètent de ne pas voir Narumi Kurosaki en classe, étant donné le sérieux de la Japonaise qui n'a jamais manqué un cours. Le lundi 5 décembre au soir, Arthur Del Piccolo et d'autres étudiants proches de Narumi Kurosaki, inquiets de ne pas avoir de nouvelles d'elle, frappent à la porte de sa chambre, sans qu'elle réponde. Ils envisagent de demander au gardien de la résidence d'ouvrir la porte avec son passepartout, mais à ce moment-là Arthur del Piccolo reçoit un SMS envoyé depuis le téléphone portable de Narumi Kurosaki et lui demandant de la laisser tranquille.
Les jours suivants, la famille et les amis de Narumi Kurosaki reçoivent des messages d'elle par SMS et via les réseaux sociaux indiquant qu'elle a un problème avec son passeport et qu'elle doit se rendre au consulat du Japon à Lyon. Sa carte bancaire est utilisée le 6 décembre pour acheter un billet de train Besançon-Lyon, un aller uniquement. Pourtant, Narumi Kurosaki ne dépend pas du consulat de Lyon, ville où ne se trouvent d'ailleurs que des bureaux administratifs, mais du consulat du Japon de Strasbourg. D'autre part, tous les voyageurs du train qui occupaient des sièges voisins de celui correspondant à son billet affirment n'avoir vu aucune jeune femme ressemblant à Narumi Kurosaki. D'autres messages parviennent encore à ses proches dans les jours suivants, indiquant qu'elle a un nouveau petit ami et qu'elle s'en va seule. Plus aucun message ne leur parviendra après le 12 décembre et plus aucune connexion sur le compte Facebook de Narumi Kurosaki n'aura lieu après le 13 décembre, date du retour de Nicolás Zepeda Contreras au Chili.
Le 14 décembre, la direction des relations internationales de l'université de Franche-Comté, après avoir été informée par le Centre de linguistique appliquée de Besançon de l'absence en cours de l'étudiante japonaise depuis le 5 décembre, alerte la police qui intervient dans sa chambre le 15 décembre en fin d'après-midi,. Ayant rapidement acquis la conviction que la disparition de l'étudiante présente un caractère inquiétant, les enquêteurs suspectent dans un premier temps Arthur del Piccolo, le nouveau petit ami de Narumi Kurosaki. Lors de son interrogatoire, Arthur Del Piccolo mentionne l'ex-amoureux chilien de Narumi Kurosaki, Nicolás Zepeda Contreras, qu'il présente aux enquêteurs comme un homme jaloux, possessif et qui était d'ailleurs allé jusqu'à pirater le compte Facebook de Narumi Kurosaki. Dans un premier temps, cet élément n'est pas considéré comme déterminant, étant donné l'éloignement géographique. Mais lorsque, grâce à la géolocalisation du téléphone de Narumi Kurosaki, les enquêteurs découvrent qu’elle se trouvait dans un restaurant le soir du 4 décembre et que la note a été réglée avec une carte bancaire chilienne, cette piste devient beaucoup plus probante.
En effet, dans la soirée du dimanche 4 décembre 2016, Narumi Kurosaki et Nicolás Zepeda Contreras dînent au restaurant La Table de Gustave, dans la petite ville d'Ornans située à une vingtaine de kilomètres au sud de Besançon. Une caméra de vidéosurveillance les filme sortant du restaurant à 21 h 57 puis, à 22 h 58, d'autres images de surveillance montrent leur arrivée à la résidence universitaire de Narumi. Nicolas Zepeda Contreras est ainsi la dernière personne à l'avoir vue vivante,.
Le 23 décembre, le chef de la police judiciaire de Besançon donne une conférence de presse lors de laquelle il déclare « On est à 100% sur une affaire criminelle. On n’a aucune nouvelle de Narumi Kurosaki depuis ce 4 décembre. Malheureusement, on pense qu’elle est décédée dans des circonstances particulières. »
Le 28 décembre, le patron du bar-tabac Le Miribel situé à Verdun, dans le département de la Meuse, certifie qu'il a vu la jeune femme vivante le 19 décembre,. Il précise qu'elle aurait passé plus deux heures dans son établissement et qu'elle « pleurait beaucoup, elle était très mal ». Mais l'enquête révèle très vite qu'il s'agissait d'une autre jeune femme, plus âgée et habitant dans la Meuse.

## Enquête
L'enquête est confiée à la police judiciaire de Besançon sous les ordres du commandant divisionnaire Régis Millet.

### Inspection de la chambre de Narumi
La police pénètre dans la chambre 106, celle de Narumi Kurosaki, le 15 décembre à 17 h 31 et constate qu'elle est parfaitement rangée, alors même que les amis de l'étudiante japonaise soulignent qu'elle est d'habitude plutôt désordonnée. Y sont notamment retrouvés son unique manteau, alors que l'hiver a commencé, son ordinateur portable et son portefeuille contenant 565 euros en liquide. En faisant l'inventaire des affaires de Narumi, ils se rendent compte par la suite qu'il y manque une couverture, une valise, son passeport et son téléphone.
Des empreintes digitales, relevées sur une tasse, s'avéreront après analyse appartenir à Nicolás Zepeda Contreras. À partir de l'ADN reconstitué grâce aux empreintes, les enquêteurs retrouvent des traces du suspect sur une bouteille d'eau, un t-shirt, les murs, le sol de la salle de bain et le rebord du lavabo.

### Parcours du suspect
Les enquêteurs parviennent à retracer assez précisément l'emploi du temps de Nicolás Zepeda Contreras en Europe grâce à l'exploitation des données de la puce GPS de sa voiture de location, de son téléphone mobile et de sa carte bancaire Visa de la Banco de Chile. Il arrive en Europe le mercredi 29 novembre 2016 par un vol atterrissant à l'aéroport de Genève après une escale à Madrid. Le lendemain, il voyage dans un autocar FlixBus jusqu'à Dijon où il récupère une voiture de location qu'il a réservée le 17 novembre. Le jeudi 1er décembre, toujours à Dijon, il se rend dans l'hypermarché Carrefour du centre commercial de la Toison d'Or où il achète un bidon de cinq litres de combustible pour chauffage d'appoint, une boîte d'allumettes et un pulvérisateur de détergent au chlore. Puis, selon les données GPS de sa Renault Scénic de location, il passe une demi-journée à arpenter des voies secondaires de la vaste forêt de Chaux, à l'est de la ville de Dole (Jura). Entre le 1er et le 4 décembre, il fait chaque jour l'aller-retour vers Besançon : les antennes GPS enregistrent notamment des déplacements à proximité de la résidence universitaire et du centre de linguistique où étudie Narumi Kurosaki et le vendredi 2 décembre, il est repéré à l'intérieur de la résidence universitaire par deux étudiantes avec qui il échange quelques mots. Après avoir dîné avec Narumi le dimanche 4 décembre, il se rend avec elle dans sa résidence universitaire. Sa voiture demeure stationnée devant la résidence jusqu'au mardi 6 décembre, se remettant en mouvement à 4 h 23 du matin et se déplaçant entre 5 h 55 et 7 h 44 à nouveau dans les mêmes zones de la forêt de Chaux que cinq jours auparavant.
Il ramène la voiture de location à Dijon le 7 décembre à la mi-journée : selon les employés de l'agence de location, il rend la Renault couverte de boue, aussi bien sur les parties extérieures qu'à l'intérieur, au niveau du conducteur et dans le coffre. Il achète ensuite un billet de bus pour se rendre à Genève où il prend finalement un avion jusqu'à Barcelone. Entre le 7 et le 12 décembre, il passe plusieurs jours dans la capitale catalane chez son cousin Juan Felipe Ramírez. Le lundi 12 décembre, une semaine après la disparition de Narumi Kurosaki, il se rend de nouveau à Genève pour reprendre un vol vers Santiago avec escale à Madrid.
Rentré au Chili le 13 décembre, il retourne dans son appartement de standing sis dans la commune aisée de Las Condes, dans l'agglomération de Santiago.

### Exploitation des traces numériques
Des échanges entre Nicolás Zepeda Contreras et Narumi Kurosaki sont révélés grâce à l'exploitation de l'ordinateur de l'étudiante retrouvé dans sa chambre, dont 646 messages échangés pour la seule journée du 5 septembre, qui font apparaître une extrême tension. Lors de cette conversation, Nicolas Zepeda Contreras demande notamment à Narumi Kurosaki d'effacer certains de ses contacts sur Facebook, dont celui d'Arthur Del Piccolo, ce qu'elle refuse. Il se montre alors menaçant : « Je vais perdre ma patience Narumi  (...) tu t'es comportée comme le diable en personne aujourd'hui (...) tu m'as traité comme une poubelle. »,
Le 7 septembre 2016, Nicolás Zepeda Contreras met en ligne une vidéo sur Dailymotion dans laquelle il parle de sa relation avec Narumi Kurosaki en des termes troublants : « Elle doit payer un peu ce qu’elle a fait et assumer qu’elle ne peut pas continuer à faire ce genre d’erreurs avec une personne qui l’aime ». Il précise également dans cette vidéo que « certaines conditions sont applicables pendant son séjour en France, et d’autres sont applicables pour toujours. Si elle ne peut pas suivre ces conditions pendant deux semaines, deux semaines à partir de maintenant, je mettrai ces conditions à exécution avec effet immédiat. »
Le 8 octobre 2016, un autre échange ponctué de nombreux messages a lieu entre les deux ex-amants au cours duquel Narumi Kurosaki reproche notamment à Nicolás Zepeda Contreras de l'avoir mise enceinte sans en assumer les conséquences tandis que lui la blâme pour son départ vers la France et ses fréquentations : « Je suis venu au Japon et tu t'es échappée en
France (...) c'est toi qui nous as cassés, pour des raisons égoïstes. » Cet échange se conclut violemment, Narumi Kurosaki répondant à Nicolas Zepeda Contreras qui lui réitère son amour : « Va te faire enculer, j’espère vraiment que tu auras un problème avec ta bite. »
Les messages postés par l'utilisateur du compte Facebook de Narumi Kurosaki après le 5 décembre ont été émis depuis des lieux traversés au même moment par Nicolás Zepeda Contreras. Une dernière synchronisation de ce compte Facebook de Narumi Kurosaki est constatée le 13 décembre 2016, depuis le Chili.

### Recherche du corps
Les premières recherches du corps de l'étudiante japonaise ont lieu au début du mois de janvier 2017 dans la forêt de Chaux avec l'aide des équipes du Groupe d'investigation cynophile de Gramat (Lot). Une deuxième campagne de recherche est menée dans le secteur de Parcey du 10 au 12 avril 2017, avec la participation de 80 policiers, de plongeurs venus de Strasbourg, de maîtres-chiens de la gendarmerie spécialisés dans la recherche de cadavres et d'un hélicoptère. Une troisième et dernière opération de fouilles a lieu en décembre 2017, la procureure de la République Edwige Roux-Morizot annonçant que « les recherches vont se poursuivre sur un secteur qui n’avait pas encore été exploité, mais qui a été récemment identifié », qui s'étend dans les communes de Choisey, Crissey et Gevry situées au sud de la ville de Dole (Jura). Au total, les recherches représentent plus de 1 500 heures d'investigations entre décembre 2016 et juillet 2018. Le corps ne sera finalement pas retrouvé.

### Auditions des témoins
Plusieurs témoignages sont recueillis par les enquêteurs pour déterminer le déroulement des évènements et révéler le comportement du suspect.
Arthur Del Piccolo, le nouveau petit ami de Narumi Kurosaki, est entendu une première fois le 13 décembre 2016 et une seconde fois le 15 décembre 2016. Il déclare être entré dans la chambre de Narumi Kurosaki le 12 décembre, en compagnie d'un autre ami de l'étudiante dénommé Shintaro Obaata, grâce au responsable de sécurité de la résidence, et précise : « ...en général, c'est le bazar sur son bureau, et là, tout était rangé. La vaisselle, les affaires sur le bureau, l'ordinateur portable dans sa pochette. »
Rachel Roberts, étudiante britannique et Nadia Ouaked, étudiante algérienne, sont entendues car elles logeaient dans la même résidence que Narumi Kurosaki. Toutes deux identifient Nicolás Zepeda Contreras comme étant celui qu'elles ont croisé au sein de la résidence dans les jours précédant la disparition de Narumi Kurosaki et dont le comportement a attiré leur attention. Nadia Ouaked déclare en effet l'avoir vu « assis, recroquevillé sur lui-même contre le meuble de cuisine » tandis que Rachel Roberts affirme avoir eu peur car il se cachait derrière la porte de la cuisine.
Juan Felipe Ramirez, cousin de Nicolás Zepeda Contreras, chez qui ce dernier a passé cinq jours avant son retour au Chili, est entendu le 24 janvier 2017 par la police catalane. Il livre plusieurs détails troublants concernant les discussions qu'ils ont eues durant ce séjour. Nicolás Zepeda Contreras lui cache sa rencontre avec Narumi Kurosaki à Besançon, expliquant qu'il était simplement venu en Europe pour participer à un congrès à Genève. Ramirez étant étudiant en médecine, il lui pose également des questions sur la mort par asphyxie. Son cousin confie également avoir été surpris par une phrase de Nicolás Zepeda Contreras dans laquelle il parle de Narumi Kurosaki au passé : « Narumi aimait beaucoup la mer ». Juan Felipe Ramirez fait une nouvelle déposition à la police le 31 janvier 2017 après avoir reçu un message sur Facebook dans lequel Nicolás Zepeda Contreras lui dit « que la famille devait s'entraider en ces moments compliqués », ce qu'il perçoit comme « des menaces voilées pour qu'il ne collabore que le strict nécessaire ».

### Déposition spontanée de Nicolás Zepeda Contreras
Le 30 décembre 2016, le suspect Nicolás Zepeda Contreras se présente spontanément à la police judiciaire chilienne (PDI) pour faire une déposition. Il décrit ainsi sa dernière rencontre avec Narumi Kurosaki : « Nous nous sommes rencontrés le dimanche 4 décembre dans l'après-midi au moment où elle rentrait chez elle. Surprise et en pleurs, nous nous sommes enlacés et je lui ai dit la raison de ma visite en Europe. » Il raconte qu'ils sont ensuite allés dîner dans un restaurant à Ornans, puis, à la demande de Narumi, qu'ils sont retournés dans sa chambre universitaire pour avoir des relations intimes. Après quoi Narumi Kurosaki lui aurait demandé de partir.
Il conclut sa déclaration en précisant qu'en quittant la résidence, son téléphone portable avait glissé, et qu'en essayant de le retrouver il avait fini par sortir par une issue de secours plutôt que par la porte principale : « Perdu dans mes pensées, j’ai marché vers le centre-ville en attendant que Narumi me recontacte, ce qui n’est jamais arrivé. »

## Processus judiciaire

### Auditions devant la justice chilienne
Le 25 janvier 2017, le ministère français de la Justice fait parvenir une demande officielle d'arrestation provisoire et d'extradition de Nicolás Zepeda Contreras. Le 3 février, la Cour suprême du Chili notifie son refus de placer le suspect en détention provisoire, arguant du « peu d'informations relatives aux faits punissables et à (sa) participation » et prononce plutôt une interdiction de sortie du territoire pour une durée de deux mois. Le suspect est cité à comparaître devant la justice chilienne le 14 février, auprès de laquelle il clame son innocence. Lors de cette audition il indique qu'après avoir dîné avec Narumi, ils se sont rendus dans sa chambre pour avoir un rapport sexuel : « À cette occasion, Narumi s'est montrée très réceptive et impliquée durant l'acte, ce qui explique ses gémissements prononcés. Une fois l'acte terminé, Narumi s'est sentie terriblement coupable. Elle m'a confié être en couple et a été prise de panique en réalisant qu'elle avait été infidèle. »

### Interventions politiques
Le 6 janvier 2017, l'affaire Narumi Kurosaki est évoquée à l'occasion d'une rencontre bilatérale se tenant à Paris entre Jean-Marc Ayrault, ministre français des Affaires étrangères, et son homologue japonais Fumio Kishida, Ayrault l'assurant de l’engagement et de la pleine collaboration de la France pour résoudre l'affaire.
Le 15 janvier 2017, le vice-ministre parlementaire des Affaires étrangères japonais Kentaro Sonoura rencontre les autorités françaises en marge de la conférence pour la paix au Proche-Orient à Paris. Le lendemain, il s'envole pour le Chili afin de rencontrer Heraldo Muñoz, ministre chilien des Affaires étrangères et le procureur général du Chili Jorge Abbott,.
Les 21 et 22 janvier, le président de la République française François Hollande, en visite officielle au Chili, a probablement évoqué le dossier mais ce n'est pas confirmé.

### Interrogatoire au Chili
En début d'année 2019, le dossier d’instruction intégralement traduit en espagnol est transmis aux autorités chiliennes par les canaux diplomatiques. À la suite d'une demande d’entraide internationale adressée au Chili, une délégation française composée du procureur de la République de Besançon Étienne Manteaux, de la juge d'instruction Céline Bozzoni et de deux enquêteurs de la police judiciaire, se rend à Santiago dès le lundi 16 avril 2019 afin de participer à l'interrogatoire de Nicolás Zepeda Contreras.
Après une réunion de travail qui se tient à huis clos le lendemain, l'interrogatoire du suspect, mené par la procureure chilienne Ximena Chong a finalement lieu le mercredi 18 avril au palais de justice de Santiago. D'après la télévision chilienne, il fait valoir son droit au silence lors de cet interrogatoire, s'abstenant de répondre à la centaine de questions qui lui sont posées,.

### Extradition du suspect
Le  lundi 18 mai 2020, la Cour suprême du Chili autorise l'extradition de Nicolás Zepeda Contreras vers la France. Assigné à résidence à Viña del Mar dès la fin du mois de juin, il est pris en charge le 23 juillet 2020 par la police judiciaire chilienne (PDI) qui l'emmène jusqu'à l'aéroport de Santiago afin de le remettre aux autorités françaises.

### Renvoi devant la cour d'assises
Le 2 février 2021, la juge d'instruction de Besançon, estimant avoir assez d'éléments à charge pour considérer que Nicolás Zepeda Contreras a assassiné Narumi Kurosaki, décide de le renvoyer devant la cour d'assises du Doubs. Il est prévu que le procès se déroule à la fin de l'année 2021 au palais de justice de Besançon. Deux semaines plus tard, le procureur de la République de Besançon indique que l'accusé « a interjeté appel de l’ordonnance de mis en accusation » : son dossier est par conséquent examiné le 1er avril 2021 par la chambre de l'instruction de la cour d'appel de Besançon qui  confirme le renvoi devant les assises de Nicolas Zepeda Contreras le 19 mai 2021.

### Premier procès

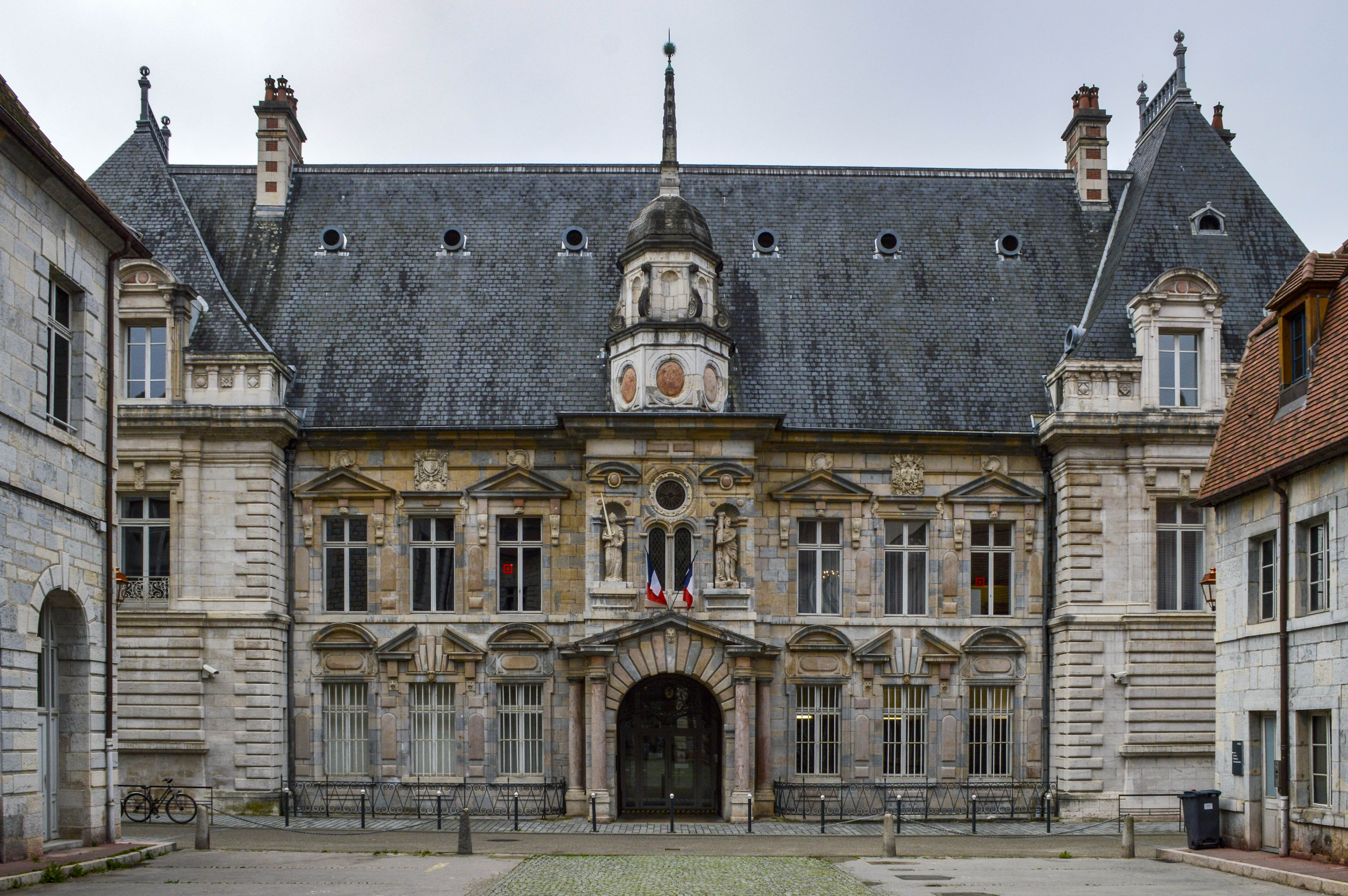
Palais de Justice de Besançon.

Le procès de Nicolás Zepeda Contreras, labellisé « Grand Procès » par le ministère de la Justice, est prévu pour durer onze jours et s'ouvre le 29 mars 2022 à la cour d'assises du Doubs, à Besançon, après l'appel des jurés la veille. L'accusé encourt la réclusion criminelle à perpétuité. Le dispositif est exceptionnel au vu de la dimension internationale de l'affaire, : tous les échanges font l'objet d'une traduction simultanée par une équipe de six interprètes, trois pour le japonais et trois pour l'espagnol ; dans la salle d'audience trois horloges indiquent l'heure de la France, du Japon et du Chili pour tenir compte du décalage horaire, de nombreux témoins étant entendus en visioconférence depuis l’étranger, dix depuis Tokyo, deux depuis Santiago et une depuis l'Écosse ; en plus de la salle d'assises principale, deux autres salles sont ouvertes pour que les journalistes et le grand-public puissent suivre les débats retransmis sur grand écran.
L'accusé est défendu par Jacqueline Laffont, avocate du barreau de Paris qui a notamment assuré la défense de l'ancien président de la République Nicolas Sarkozy dans l'affaire des écoutes, d'Alexandre Benalla dans l'affaire Benalla ou encore de Nicolas Hulot dans l'enquête sur des accusations d'agressions sexuelles. Elle est assistée par son associée Maître Julie Benedetti. La famille de Narumi Kurosaki est représentée par Maître Sylvie Galley, avocate du barreau de Besançon, ainsi que Maître Yohei Suda, avocat au barreau de Tokyo. Randall Schwerdorffer, avocat du barreau de Besançon renommé pour son rôle d'avocat de la défense dans les affaires Daval et Frédéric Péchier, rejoint le camp des parties civiles en représentant Arthur Del Piccolo, petit ami de Narumi Kurosaki à l'époque de sa disparition. L'avocat général est Étienne Manteaux, procureur de la République de Besançon depuis septembre 2018. Les débats sont dirigés par Matthieu Husson, président de la cour d'assises, qui a officié dans l'affaire Daval. Humberto Zepeda et Ana Luz Contreras, les parents de Nicolás Zepeda Contreras, ainsi que Taeko et Kurumi Kurosaki, la mère et l'une des sœurs de Narumi Kurosaki, sont présents à Besançon pour suivre les deux semaines de procès et y témoigner. Le 12 avril 2022, Nicolas Zepeda Contreras est condamné à vingt-huit ans de réclusion pour l’assassinat de Narumi Kurosaki.

### Procès en appel
Nicolás Zepeda Contreras ayant fait appel, il doit être à nouveau jugé du 21 février au 10 mars 2023, cette fois devant la cour d'assises de Haute-Saône à Vesoul,. Le 15 novembre 2022, le cabinet de Jacqueline Laffont adresse un courrier à la juridiction d’appel de Besançon pour annoncer « d'un commun accord » la fin de sa collaboration avec Nicolas Zepeda Contreras. C'est Antoine Vey, ancien associé du ministre français de la Justice Éric Dupond-Moretti lorsque celui-ci était avocat, qui est ensuite choisi pour assurer la défense de l'accusé. Du côté des parties civiles, la deuxième sœur de Narumi, Honami Kurosaki, et son petit ami au moment de son assassinat, Arthur Del Piccolo, qui n'étaient pas présents lors du premier procès, assistent à ce procès en appel en compagnie de la mère et de l'autre sœur de Narumi.
Le 21 février 2023, à l'ouverture du procès en appel, le président de la cour indique avoir reçu un courrier daté du 18 février de la part d'Antoine Vey qui l'informe de son absence au procès : « J’ai été informé que mon client n’entendait plus maintenir mon mandat de représentation (…). Je vous informe que je ne serai pas présent mardi matin. La situation m’empêchera en conscience d’assurer sa défense. » De nouveaux avocats sont choisis par la famille Zepeda en la personne de Renaud Portejoie, avocat au barreau de Clermont-Ferrand et fils de Gilles-Jean Portejoie avec qui il a plaidé notamment dans l'affaire Fiona, et Julien Dreyfus du barreau de Paris. Un report de 48 heures de l'ouverture du procès est décidé afin que les deux avocats puissent prendre connaissance du dossier d'instruction.
Le 23 février 2023, les nouveaux avocats de Nicolás Zepeda Contreras demandent un renvoi du procès, arguant de leur impossibilité de défendre correctement leur client avec un temps de préparation aussi court. La cour accède à leur demande et le procès est reporté à une date ultérieure. Le procès en appel est reprogrammé du 4 au 20 décembre 2023 devant les assises de la Haute-Saône à Vesoul. Le 17 novembre 2023, Julien Dreyfus annonce qu'il n'assurera finalement pas la défense de Nicolás Zepeda Contreras lors du procès en appel qui doit se tenir deux semaines plus tard. L'accusé engage alors un nouvel avocat, Sylvain Cormier, du barreau de Lyon, connu notamment pour avoir assuré la défense du footballeur Karim Benzema dans l'affaire de la sextape.
Le procès en appel débute le 4 décembre 2023. Après trois semaines de débat et cinq heures de délibéré du jury, Nicolás Zepeda Contreras est condamné le 21 décembre à 28 ans de réclusion criminelle, la même peine que lors du premier procès. Ses avocats annoncent aussitôt un pourvoi en cassation.

### Pourvoi et cassation de l'arrêt de condamnation en appel
Le 26 février 2025, la Cour de cassation annule la condamnation de Nicolás Zepeda Contreras ouvrant la voie vers un troisième procès.
La raison de la cassation tient au fait que des documents Powerpoint réalisés par le commissaire de police, non communiqués avant l'audience aux parties, ont été présentés à la cour, et que le commissaire, de sa propre initiative, avait effectué de nouveaux actes d'enquête en violation des dispositions de l’article 283 du code de procédure pénale.

## Couverture médiatique
Dès la fin du mois de décembre (2016 ?) la couverture médiatique s'étend au Japon, avec de nombreuses télévisions qui envoient leurs correspondants ou des envoyés spéciaux dans la ville franc-comtoise, telles que TV Asahi, NHK, Fuji TV, Nippon TV et Tokyo Broadcasting System (TBS),. Les équipes de reporters japonais se rendent également au Chili pour traquer Nicolas Zepeda Contreras jusqu'à son domicile familial dans la localité de La Serena,.
La forte dimension médiatique de ce procès fait que le ministère français de la Justice lui attribue la label « Grand Procès » lui allouant ainsi des moyens supplémentaires et du soutien des équipes du ministère.
Le premier procès de Nicolas Zepeda Contreras est suivi par une quarantaine de médias accrédités, dont deux en provenance du Chili et une dizaine du Japon.
Pour le procès en appel 25 médias français, chiliens et japonais sont accrédités.